# Can't Stop This Thing We Started
«Can't Stop This Thing We Started» es una canción de Bryan Adams. La canción fue el segundo sencillo publicado del álbum de Adams de 1991 Waking Up the Neighbours,y sucesora del exitoso sencillo a nivel mundial "(Everything I Do) I Do It For You". Es una canción de rock que alcanzó la segunda posición en la lista estadounidense Billboard Hot 100, siendo superada por el sencillo de Prince "Cream". Esta canción recibió dos nominaciones a los Grammy Awards de 1992, como Mejor canción de Rock y por Mejor Interpretación Vocal y Mejor Interpretación de Solo, pero desafortunadamente no ganó ninguna de las dos. Fue tema principal de campaña de 2009 de la British Columbia Liberal Party.

## Lista de canciones
Estos son la mayoría de formatos y de canciones publicadas para el sencillo "Can't Stop This Thing We Started":
7" sencillo, Casete - U.S.
1. «Can't Stop This Thing We Started» — 4:29
2. «(Everything I Do) I Do It for You» (Versión Larga) — 6:38

7" Sencillo - Europa
1. «Can't Stop This Thing We Started»
2. «It's Only Love» (En Vivo)

CD maxi, 12" maxi
1. «Can't Stop This Thing We Started» — 4:59
2. «It's Only Love» (En Vivo) — 3:36
3. «Hearts on Fire» (En Vivo) — 4:20

## Posicionamiento
| Listas (1991)            | Posición |
| ------------------------ | -------- |
| Chart de Australia       | 9        |
| Chart de Austria         | 14       |
| Chart de Canadá          | 1        |
| Top 40 Alemán            | 2        |
| Chart Francés            | 10       |
| Chart Alemán             | 14       |
| Chart Neozelandés        | 7        |
| Chart Noruego            | 7        |
| Chart Sueco              | 3        |
| Chart Suizo              | 8        |
| Chart Británico          | 12       |
| U.S.A. Billboard Hot 100 | 2        |

| Listas de Fin de Año(1991) | Posición |
| -------------------------- | -------- |
| Top 40 Alemán              | 62       |
| U.S.A. Billboard Hot 100   | 59       |

| País   | Certificación | Fecha                  | Ventas Certificadas |
| ------ | ------------- | ---------------------- | ------------------- |
| Canadá | Oro           | 13 de febrero de 1992  | 50 000              |
| U.S.   | Oro           | 8 de noviembre de 1991 | 500 000             |